# Bibelmajuskel

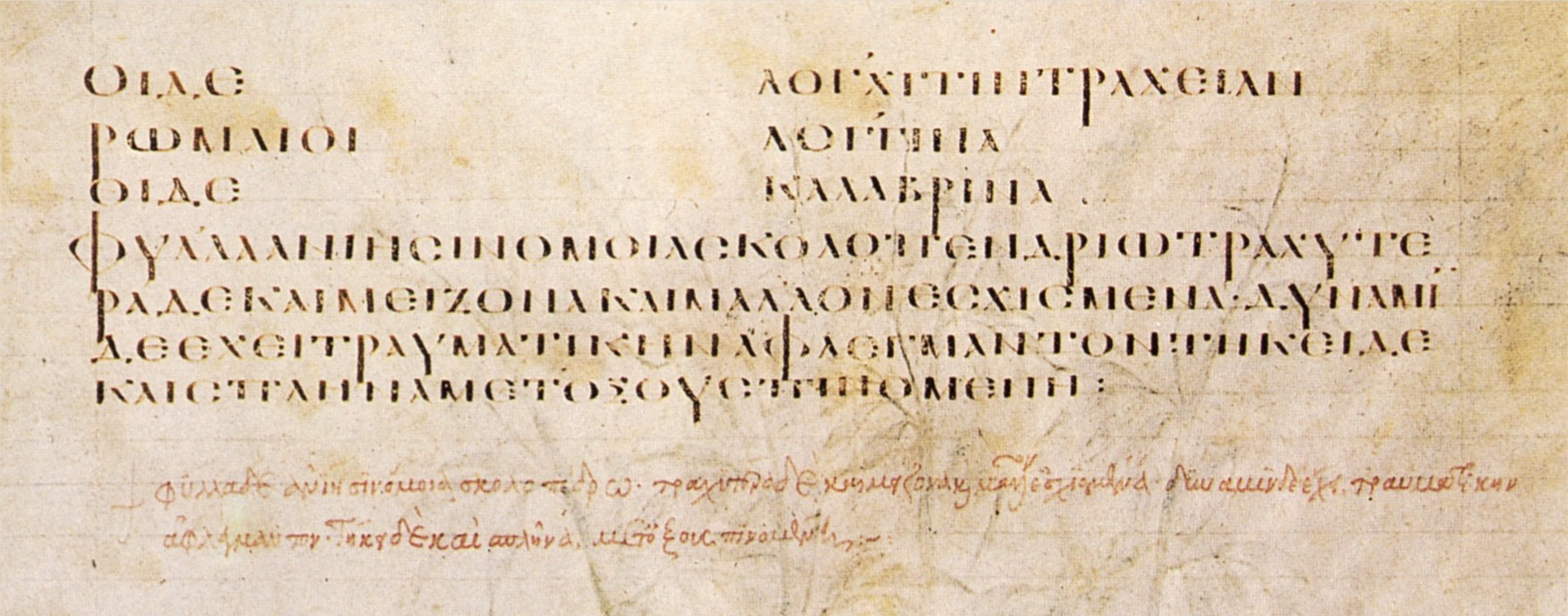
Bibelmajuskel im Wiener Dioskurides

Die Bibelmajuskel ist eine spätantike griechische Schriftart in Großbuchstaben (Majuskelschrift). Der heutige Name Bibelmajuskel kommt daher, dass sie in vielen wichtigen biblischen Handschriften benutzt wurde, so etwa dem Codex Vaticanus, dem Codex Sinaiticus und dem Codex Alexandrinus. Das bekannteste profane Beispiel ist der Wiener Dioskurides.

## Verbreitung
Die Bibelmajuskel entstand im ausgehenden 2. Jahrhundert n. Chr. und hatte ihre häufigste Verwendung im 5. Jahrhundert. Ihre späteren Formen finden bis ins 9. Jahrhundert für anspruchsvollere Literatur Verwendung.
Es gibt vier sogenannte Schriftprovinzen: den Konstantinopolitaner Bereich, dem auch der Wiener Dioskurides angehört, den ägyptisch-alexandrinischen, den ägyptisch-nitrischen und den syrisch-antiochenischen Bereich.

## Merkmale
Die Schrift ist sehr geometrisch, so lassen sich die Buchstaben, bis auf wenige Ausnahmen, in einen quadratischen Umriss einzeichnen. Die meisten folgen dem Zweizeilenschema, lediglich Rho und Ypsilon haben Unterlängen, Phi und Psi Unter- und Oberlängen. Die absteigenden senkrechten Linien werden betont geschrieben, die waagrechten und aufsteigenden Linien als dünne Haarstriche. Schräge absteigende Linien sind von mittlerer Stärke.
Die Schriftart kommt ohne Wortzwischenräume und Satzzeichen aus (scriptio continua), nur Kapitel sind durch Absätze getrennt.